# Bleed American (песня)
Bleed American — первый трек альбома Bleed American у Jimmy Eat World. Сингл был в видеоигре Guitar Hero 5 и являлся загружаемым контентом для Rock Band. После террористических актов 11 сентября 2001 года, альбом Bleed American, был переименован в Jimmy Eat World, а сингл был назван «Salt Sweat Sugar» по первой строки припева.

## Видеоклип
Клип показывает группу, играя Live-концерт, снятую под разными ракурсами.

## Список композиций
| №  | Название                                 | Длительность |
| -- | ---------------------------------------- | ------------ |
| 1. | «Bleed American» (Album version)         | 3:02         |
| 2. | «Splash Turn And Twist» (Non LP Version) | 4:10         |
| 3. | «Your House» (Rock Version)              | 3:29         |
| 4. | «The Authority Song» (Demo Version)      | 3:10         |
| 5. | «Bleed American» (CD-Rom Video)          | 3:02         |

| №  | Название                                     | Длительность |
| -- | -------------------------------------------- | ------------ |
| 1. | «Salt Sweat Sugar» (Re-titled album version) |              |
| 2. | «Splash, Turn, Twist» (Non-album)            |              |
| 3. | «Your House» (Demo version)                  |              |
| 4. | «Salt Sweat Sugar» (CD-Rom Video)            |              |